# Leposternon kisteumacheri
Leposternon kisteumacheri — вид плазунів з родини амфісбенових (Amphisbaenidae). Ендемік Бразилії.

## Поширення і екологія
Leposternon kisteumacheri мешкають в штатах Мінас-Жерайс і Баїя. Вони живуть у сухих напівлистопадних лісах, серед піщаного ґрунту.

## Збереження
МСОП класифікує цей вид як вразливий. Leposternon kisteumacheri загрожує знищення природного середовища.